# Embalse del Tranco
El embalse del Tranco o también popularmente conocido como El Tranco de Beas es un embalse situado en el Parque natural de las Sierras de Cazorla, Segura y Las Villas, al noreste de la provincia de Jaén, España. Se trata de uno de los embalses más grandes de España cuya construcción comenzó en 1929 y sus obras finalizaron en 1944. En sus cercanías se creó un poblado para albergar a los trabajadores que intervenían en su construcción. Hoy en día sus habitantes son trabajadores de la Confederación Hidrográfica del Guadalquivir, Endesa y los descendientes de antiguos empleados.
El embalse abarca los términos municipales de Hornos, Santiago-Pontones y Villanueva del Arzobispo y actualmente se ha convertido en una importante área recreativa y turística debido a su valor energético, económico, paisajístico.

## Geografía
Está situado en la zona del alto Guadalquivir y su situación es estratégica, siendo el centro del parque natural de las Sierras de Cazorla, Segura y Las Villas. En la zona sur del pantano se ubica la Isla Cabeza de la Viña, de alto valor paisajístico y monumental. Aunque su denominación tradicional ha sido El Tranco de Beas, el pantano ocupa terreno de los términos municipales de Hornos, al que pertenece la aldea y las aguas; Santiago-Pontones, donde se ubica la caseta de control y las aguas y Villanueva del Arzobispo, donde está ubicada la central hidroeléctrica y la presa.

## Historia
La construcción del pantano fue planteada por primera vez en un plan de obras de 1902, con el propósito de abastecer de agua para el riego de un área calculada de 10 000 hectáreas de esa comarca. Sin embargo la ejecución del proyecto se fue demorando por falta tanto de financiación pública como privada. La construcción se inició en 1927 y se prolongó hasta los años cuarenta. En 1944 el pantano comenzó el embalse de agua y la inauguración oficial se produjo en 1946.
Para su realización, fueron cubiertas por las aguas 1.500 hectáreas básicamente agrícolas, así como la aldea de Bujaraiza y la torre de Bujarcáiz, sólo visible cuando el nivel es muy bajo. En la isla Cabeza de la Viña, al sur del pantano, se sitúa también el Castillo de Bujaraiza. Durante más de veinte años constituyó el embalse más grande de Andalucía, con una capacidad de 500 hm³ hasta que fue superado por el embalse de Iznájar que se terminó en el año 1968. Los trabajos de repoblación forestal efectuados en la cuenca de alimentación del embalse obligaron también al traslado de una gran población y generó un enorme despoblamiento en este tramo del río Guadalquivir.
Lo que hoy se conoce como el pantano del Tranco de Beas fue en tiempos la hermosa vega de Hornos y el remansado valle del Guadalquivir, ambos repletos de cortijadas y aldeas llenas de vida. Hoy tan sólo existen en el recuerdo de sus antiguos habitantes. La torre de Bujarcadí sólo aparece cuando el Tranco está prácticamente vacío; sin embargo, el castillo del antiguo señorío de Bujaraiza emerge siempre de las aguas como si de un lago escocés se tratara.
Dicen que se llamó el Tranco de Beas, porque en Beas de Segura se hospedaban los ingenieros que trabajaron en su construcción. Antiguamente era conocido como el Tranco de Mojoque, o de Monzoque, y era un paso de auténtico vértigo sobre el río donde acontecieron muchas anécdotas a los serranos de antaño.
Se recoge aquí una sobrecogedora descripción del Tranco en el Diccionario Geográfico-Estadístico-Histórico de España y sus Posesiones de Ultramar de Pascual Madoz. (Madrid 1845-1850):

"Este camino aunque firme por estar todo en sierra, es fatal: en él se encuentra el difícil y peligroso paso del Tranco de Monzoque, que divide el término de dichas villas y el de Segura. Este tranco está en una elevadísima risca situada a la derecha del Guadalquivir, y si tiene acceso aunque muy difícil, es por medio de cortes y composiciones hechas en su trayecto: antes de dominarla, preséntase la vereda en un vacío, desde el cual por medio de agujeros y poyos hechos en la risca, forman el camino unos maderos colocados de un punto a otro de ella, camino cuya anchura apenas tiene 5 palmos (1,04 m) y más de 100 varas (84 m) de altura el precipicio colocado bajo de él. El paso de esta especie de puente, es imposible dejar de hacerlo en el supuesto de tomar este camino; mas sólo las personas que tienen costumbre, lo bifurcan sin marearse o sin experimentar al menos un grande estremecimiento de horror, pues otra cosa no puede suceder ínterin se atraviesan las 10 varas (8,36 m) que tendrá de largo, en las cuales no se deja de percibir la profundidad del abismo, por la poca anchura del paso, y el espantoso ruido que forma el río estrellado en las rocas que encuentra en sus corrientes".

El Pantano del Tranco fue inaugurado, medio siglo después de su planteamiento, en 1948. El transporte de la energía discurre por una línea de alta tensión hasta la ciudad de Andújar.

## Turismo y lugares de interés
La zona y sus alrededores se ha revalorizado por su incipiente turismo rural y ecoturismo debido a numerosos aspectos como su imponente paisaje natural, así como la presa y la central hidroeléctrica, dos grandes construcciones. En sus aguas, junto a la presa, empresas de turismo activo ofrecen la práctica de deportes náuticos.
En sus alrededores cuenta con una serie de alojamientos rurales y restaurantes de diferentes categorías.
Muy cerca se encuentran el Parque Cinegético, la Torre del Vinagre, el Jardín Botánico o el Centro de Interpretación del Río Borosa.

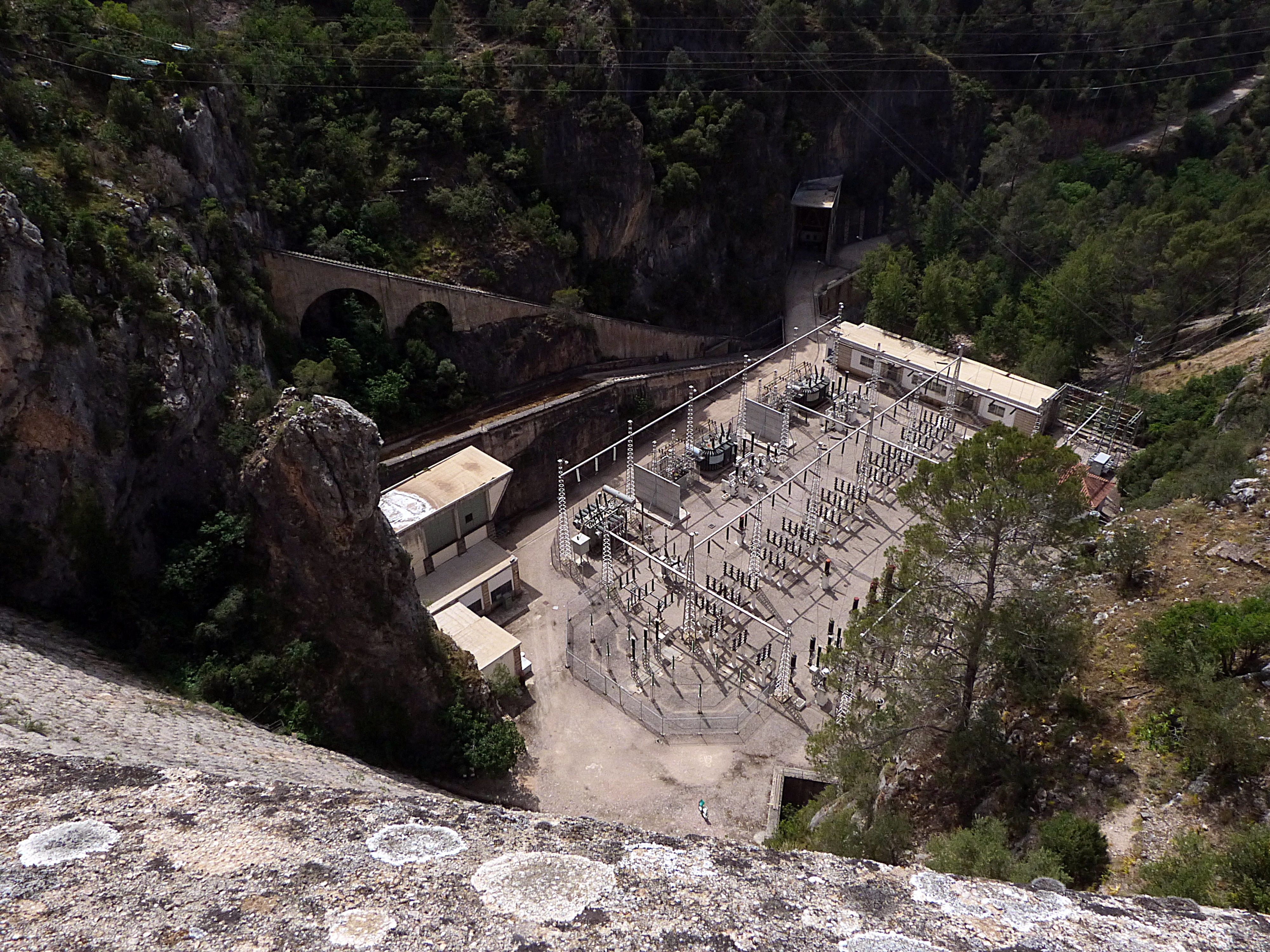
Central Hidroeléctrica
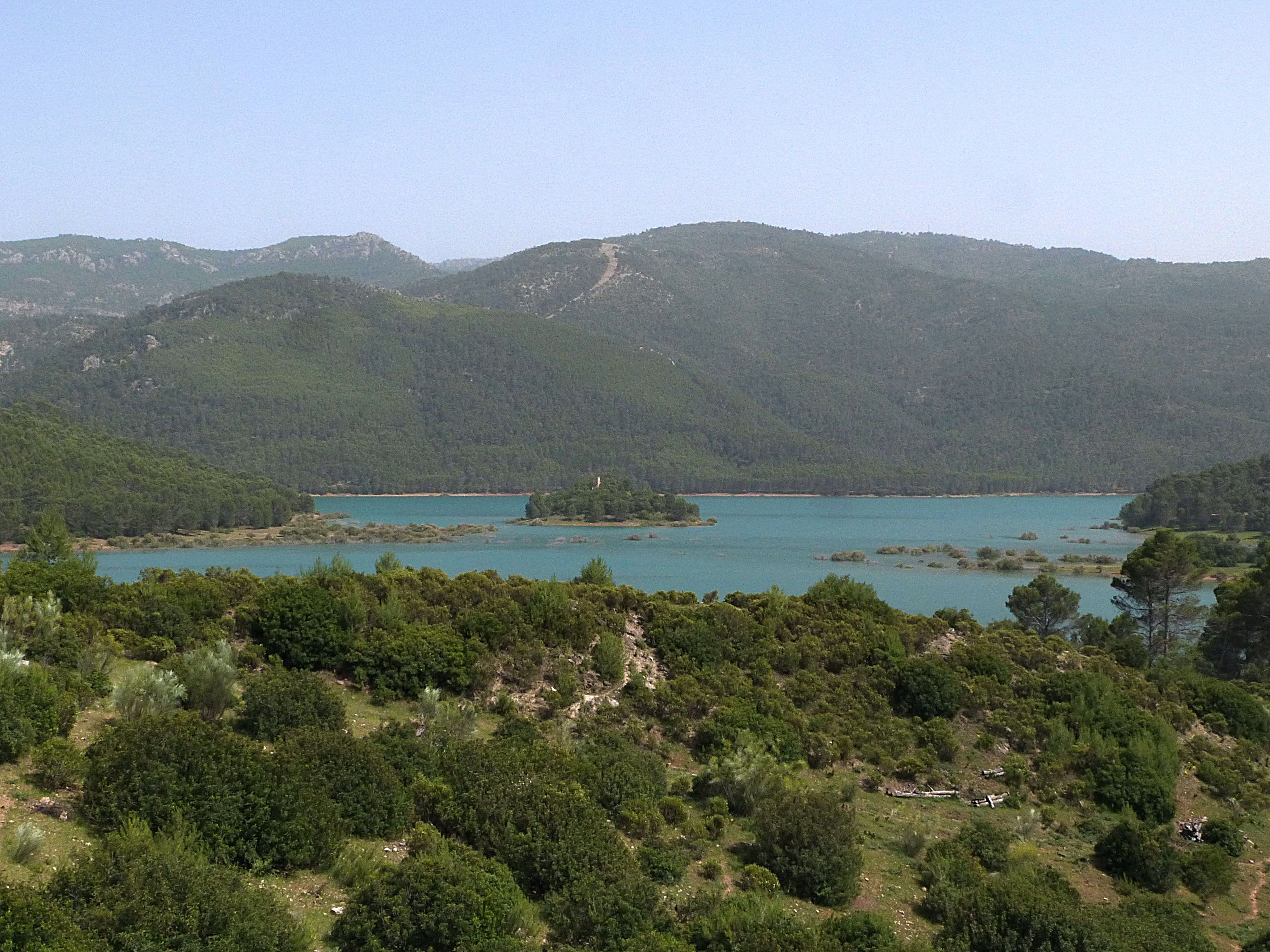
Isla Cabeza de la Viña